# وليد أحمد فتيحي
وليد فتيحي (من مواليد 24 أيلول/سبتمبر 1964 في جدة) هو طبيب سعودي-أمريكي ومُحاضر ظهر كثيرًا على التلفزيون السعودي. بحلول تشرين الثاني/نوفمبر 2017؛ وبعد عقدٍ من عودته من الدراسة والعمل في الولايات المتحدة قُبض على فتيحي من قبل السلطات السعودية ونُقل إلى فندق ريتز كارلتون كجزءٍ من العمليّة التي عُرفت «باعتقالات المتهمين بالفساد» والتي شملت العديد من الشخصيات البارزة في السعودية بمن فيهم أُمراء ورجال أعمال ونشاطون وناشطات في المجال الحقوقي. نُقل وليد في وقتٍ لاحقٍ إلى سجن الحائر جنوب العاصمة، وقد أُطِلق سراحه في 1 أغسطس 2019.

## الحياة المُبكّرة والتعليم
وُلد وليد فتيحي في 24 أيلول/سبتمبر 1964 في مدينة جدة بالمملكة العربية السعودية ومعَ ذلك فهو يحملُ جنسية الولايات المتحدة إلى جانبِ جنسية بلده الأمّ. تُظهر سجلات ولاية ماساتشوستس أن وليد سجّل نفسه في لائحة الذين يحقّ لهم التصويت خلال الانتخابات في أمريكا عندما كان يعيش في كامبريدج. حصل وليد فتيحي على درجتهِ الجامعية في الطب من جامعة جورج واشنطن كما نالَ الماجستير في الصحة العامّة من جامعة هارفارد. قرّرت عائلتهُ بناء مستشفى خاص في مدينة جدة في عام 2006؛ قبل أن يعودَ هو بنفسهِ إلى المملكة العربية السعودية لمساعدة أسرته في تأسيس ذاك المُستشفى. أصبحَ فيما بعد الرئيس التنفيذي للمركز الطبي الدولي الذي بناه رفقةَ عائلته؛ وسافرَ كثيرًا إلى الولايات المتحدة للعمل.
لدى فتيحي شعبيّة كبيرة في الداخل السعودي حيثُ اشتهرَ من خلال تقديمه لبرنامج تلفزيوني كان يَطرح فيه طرقًا للحفاظِ على العقل والجسد وحتى الروحِ في صحّة جيدة. أصبحَ وليد فيما بعد متحدثًا تحفيزيًا حيثُ ظهرَ كثيرًا على التلفزيون السعودي، وهو ما زادَ من شعبيّته حيثُ بات يُتابعه على مواقع التواصل الاجتماعي ما يقرب من مليوني شخص.

## المسيرة المهنيّة
بدأَ وليد عملهُ في عام 1999 كعضو في هيئة تدريس كلية طب جامعة هارفارد وكاستشاري في الغدد الصماء والسكر في مركز جوزلن العالمي للسكر التابع لكلية طب جامعة هارفارد حتى عام 2002. تحوّل فتيحي لمجال المحاضرة؛ حيثُ ألقى الكثير من المُحاضرات في العديد من الندوات والمؤتمرات الطبية الأمريكية والدورات الطبية التدريبية كما نُشرت له العديد من المقالات الطبية في العديد من الصحف العربية المعروفة.
بحلول عام 2006 افتتحَ وليد وعائلته مستشفى المركز الطبي الدولي في جدة بالمملكة العربية السعودية وذلك بالتعاون معَ مؤسّسة كليفلاند كلينك الأمريكية. أشرفَ وليد على جميع مراحل المستشفى من اتفاقات واجتماعات وعقود وتصميم وتنفيذ حتى أصبحَ الرئيس التنفيذيّ له فصلًا عن كونهِ عضوًا في مجلس إدارة مستشفى دار الفؤاد في مدينة 6 أكتوبر في مصر.

## الاعتقال وإطلاق السراح

### الظروف
قُبض على فتيحي في بداية أيلول/سبتمبر 2017 قبل أن يُطلق سراحه بعد تعهدٍ بعدم السفر إلى الخارج. اعتُقل من جديد في تشرين الثاني/نوفمبر 2017 حيثُ داهمت السلطات منزله في جدة في منتصف الليل ناقلةً إيّاهُ إلى فندق ريتز كارلتون في الرياض وذلك بأمرٍ وإشرافٍ من وليّ العهد محمد بن سلمان الذي احتجزَ ما لا يقل عن 200 من السعوديين الأثرياء في إطارِ «حملتهِ على الفساد».
ذكرتْ صحيفة نيويورك تايمز في تحقيقٍ لها أنّ المملكة العربية السعودية كانت تُسيء معاملة سجناءها المحتجزين ونتيجةً لذلك تمّ نقل ما لا يقل عن 17 شخصًا إلى المستشفى أثناء اعتقالهم بينما توفيّ واحدٌ منهم على الأقل وفقًا لطبيب في ومراقب رسمي أمريكي في المستشفى. أُفرج عن معظم المعتقلين فيما بعد بعد توقيعِ اتفاقاتٍ وسداد أموال ضمن سياق تسوية لغلق ملفات الفساد التي فُتِحت ضدهم، فيما ظل آخرون في السجن دون توجيهِ تهمٍ واضحةٍ، بينما لم يُعلن عن وجود التسويات بصورة رسمية.
ذكرت قناة الجزيرة القطرية أن فتيحي أخبر صديقًا له أنه «معصوب العينين؛ وتمّ تجريده من ملابسه الداخلية كما تمّ تقييدهُ بكراسي في وقتٍ ما»، كما نقلت القناة عن مصادرٍ لها قولها إنّ الحكومة السعودية قد عذبته بالصدمات الكهربائية لمدة ساعةٍ واحدة. علاوة على ذلك؛ ذكرت بعضُ التقارير الأخرى أن الطبيب السعودي قد تعرّض للجلد بقسوة ولم يستطع النوم على ظهرهِ لعدة أيام. في السياق ذاته؛ قالَ هوارد م. كوبر محامي فتيحي لوزارة الخارجية الأمريكية إن وليد أخبر زوجته وعائلته أنه «خائفٌ على حياته؛ ويَرغب في كلّ مساعدة ممكنة.»
حتّى أيلول/سبتمبر 2019؛ لم يتمّ اتهام فتيحي رسميًا بأيّ جرائم أو تهم، وكانت عائلته قد حاولت ممارسة الضغط العلني على الحكومة السعودية والرئيس الأمريكي ترامب لضمان إطلاقِ سراحه من السجن.

### ردود الفعل
علّق الصحفيّ السعودي جمال خاشقجي – قبل اغتيالهِ – عن حدث القبض على فتيحي بالقول: «ما الذي أصابنا؟ كيف يُعتقل شخصٌ كالدكتور وليد فتيحي وما مبررات ذلك؟ وبالطبع الجميع في عجزٍ وحيرةٍ ... لا أحد تذهب إليه فتشفع؛ ولا نائب عام يُجيبك فتتحقّق ... الله المستعان!» فيما قالَ مستشار الأمن القومي آنذاك جون بولتون عند سؤاله عن قضيّة فتيحي خلال مقابلةٍ معَ شبكة سي إن إن: «الذي أعرفهُ أنّ الدبلوماسيين الأمريكيين التقوا به [أي وليد] مؤخرًا في السجن ... ليس لدينا أي معلومات إضافية في الوقتِ الحالي.» وردًا على استفسار وكالة أسوشيتيد بريس؛ أصدرت وزارة الخارجية بيانًا أكدت فيه أن الممثلين الدبلوماسيين الأمريكيين التقوا مع فتيحي و«أثاروا قضيته» مع الحكومة السعودية. في المُقابل؛ علّق المحلّل السياسي أندرو ميلر عنِ الحدث مؤكدًا: «ترامب مستعدٌ لبيعِ أو التخلي عن أيّ شخص بصرف النظر عما إذا كان مواطنًا أمريكيًا أو يحملُ الجنسية الأمريكية وذلكَ في إطار تعزيز «المصالح الاقتصادية الضيّقة».»

### إطلاق السراح
في 1 أغسطس 2019، أُفرج في السعودية عن فتيحي بعد عشرين شهرًا من الاعتقال، هذا ولم يُكشف رسميًّا عن السبب الرئيس من وراء إطلاق السراح، إذا ما تمَّ بعد «تسويات مالية» مثل سائر معتقلي الريتز أو تم «ببادرة إنسانية» أو خلاف ذلك.